# Vrijstaat Mecklenburg-Strelitz
De Vrijstaat Mecklenburg-Strelitz (Duits: Freistaat Mecklenburg-Strelitz) was een staat binnen de Weimarrepubliek. De staat ontstond na de Novemberrevolutie in 1918 uit het Groothertogdom Mecklenburg-Strelitz. De staat bestond tot de NSDAP de macht overnam en hem met de Vrijstaat Mecklenburg-Schwerin samenvoegde tot het Land Mecklenburg, dat later de huidige deelstaat Mecklenburg-Voor-Pommeren zou worden.

## Staatsministers 1918-1933
| 1918-1919: | Peter Stubmann       |
| 1919-1919: | Hans Krüger          |
| 1919-1923: | Kurt von Reibnitz    |
| 1920-1928: | Roderich Hustaedt    |
| 1923-1928: | Karl Schwabe         |
| 1928:      | Harry Ludewig        |
| 1928:      | Erich Cordua         |
| 1928-1931: | Kurt von Reibnitz    |
| 1931-1933: | Heinrich von Michael |
| 1933:      | Fritz Stichtenoth    |